# Lamyra
Lamyra là một chi thực vật có hoa trong họ Cúc (Asteraceae).

## Loài
Chi Lamyra gồm các loài: